# 罗克维尔 (犹他州)
罗克维尔，是美国犹他州华盛顿县下属的一座城市。建市于1860年，面积大约为8.23平方英里（21.3平方公里），海拔约为3,740英尺（1,140米）。根据2010年美国人口普查，该市有人口245人。